# 2MASS J08014056+4628498
2MASS J08014056+4628498 ist ein Brauner Zwerg im Sternbild Luchs. Er wurde 2000 von J. Davy Kirkpatrick et al. entdeckt. Er gehört der Spektralklasse L5 an.